# Campionat d'Espanya de motocròs 1982
La temporada de 1982 del Campionat d'Espanya de motocròs fou la 24a edició d'aquest campionat, organitzat per la Reial Federació Motociclista Espanyola. El calendari oficial constava de 25 proves puntuables, celebrades entre el 14 de febrer i el 24 d'octubre. 14 de les proves programades es disputaren als Països Catalans: 5 en la categoria de 125cc, 2 en la de 250cc i 7 en la de 500cc.

## Classificació final

### 125cc
| Posició | Pilot              | Motocicleta | Punts |
| ------- | ------------------ | ----------- | ----- |
| 1       | Toni Elías         | Derbi       | 180   |
| 2       | Juan José Barragán | Gilera      | 142   |
| 3       | José Luis Mendoza  | Yamaha      | 121   |
| 4       | Juan Otero         | Gilera      | 108   |
| 5       | Simeón Martín      | Cagiva      | 98    |
| 6       | Pablo Colomina     | Gilera      | 86    |
| 7       | Luis López         | Anvian      | 55    |
| 8       | Jordi Elías        | Derbi       | 54    |
| 9       | Santiago Piella    | Yamaha      | 50    |
| 10      | Mariano Navarro    | Cagiva      | 35    |

### 250cc
| Posició | Pilot              | Motocicleta | Punts |
| ------- | ------------------ | ----------- | ----- |
| 1       | Toni Elías         | Derbi       | 180   |
| 2       | Fernando Muñoz     | Yamaha      | 169   |
| 3       | Toni Arcarons      | Montesa     | 139   |
| 4       | José Luis Mendoza  | KTM         | 121   |
| 5       | Juan José Barragán | Montesa     | 142   |
| 6       | Juan Otero         | Suzuki      | 108   |
| 7       | Pablo Colomina     | KTM         | 86    |
| 8       | Jordi Elías        | Derbi       | 54    |
| 9       | Adolfo Cimarras    | Yamaha      | 50    |
| 10      | Carles Mas         | Montesa     | 35    |

### 500cc
| Posició | Pilot            | Motocicleta | Punts |
| ------- | ---------------- | ----------- | ----- |
| 1       | Fernando Muñoz   | Yamaha      | 166   |
| 2       | Albert Ribó      | SWM         | 145   |
| 3       | Toni Arcarons    | Montesa     | 141   |
| 4       | Florencio Elices | Maico       | 114   |
| 5       | Domingo Zabala   | KTM         | 75    |
| 6       | Oriol Pons       | KTM         | 67    |
| 7       | Adolfo Cimarras  | Maico       | 56    |
| 8       | Carlos Tertre    | Maico       | 54    |
| 9       | Carles Mas       | Montesa     | 53    |
| 10      | Fèlix Millet     | Maico       | 51    |

## Categories inferiors
Font:

### Trofeu Sènior 250cc
| Posició | Pilot              | Motocicleta | Punts |
| ------- | ------------------ | ----------- | ----- |
| 1       | Jordi Sallent      | Derbi       | 54    |
| 2       | Santiago Fernández | Portal      | 34    |
| 3       | Tomás Gómez        | KTM         | 32    |

### Copa Júnior 250cc
| Posició | Pilot        | Motocicleta | Punts |
| ------- | ------------ | ----------- | ----- |
| 1       | Lluís Pons   | KTM         | 50    |
| 2       | Josep Zurita | Yamaha      | 48    |
| 3       | Ramon Cueva  | Anvian      | 42    |